# 宣下
宣下（せんげ）とは、天皇の命令を伝える公文書を公布することである。

## 一連の手続き
天皇や上皇・法皇（いわゆる治天の君）の意思あるいは公卿の会議「陣定」の結果を統裁・決定した事項は、蔵人から支持の伝達を受けた上卿が陣定において発する口頭形式による命令（宣）を通じて、弁官・外記の手によって文書化されて相手に通達される。この文章を宣旨、ここまでの一連の手続きを宣下と呼ぶ。
鎌倉時代以後、陣定での宣下は摂関など高官の任命などに限られるようになった。

## 宣下の一覧
- 消息宣下
- 親王宣下
- 将軍宣下